# وليم ماثيو سكوت
وليم ماثيو سكوت (بالإنجليزية: William Matthew Scott)‏ (30 سبتمبر 1893، ليدز في المملكة المتحدة - 7 مايو 1964 في المملكة المتحدة)؛ كاتب وروائي بريطاني.